# Hervor

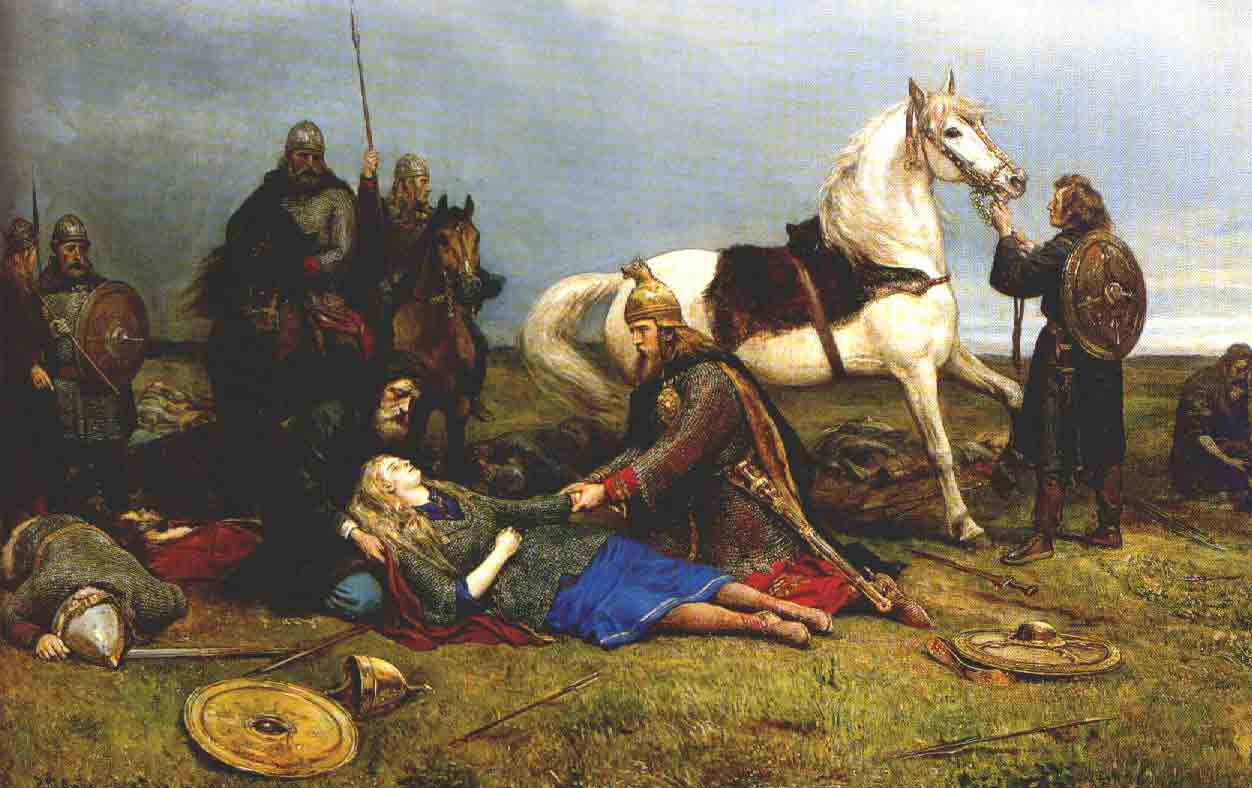
Hervors död av Peter Nicolai Arbo, från Hervors saga

Hervor är ett fornnordiskt kvinnonamn sammansatt av orden her (krigshär) och vor (försiktig). Det äldsta belägget i Sverige är från år 1813.
Den 31 december 2014 fanns det totalt 308 kvinnor folkbokförda i Sverige med namnet Hervor, varav 123 bar det som tilltalsnamn.
Namnsdag i Sverige: 1 april (1986-1992: 16 mars, 1993-2000: 16 januari). I den finlandssvenska namnsdagslängden hade Hervor namnsdag 18 september 1950–1994.